# حكومة حبيب السعد
حكومة حبيب السعد هي الحكومة الرابعة في عهد الانتداب الفرنسي على لبنان وعهد رئيس الجمهورية شارل دباس، وقد تولّى رئاسة المجلس حبيب باشا السعد للمرة الأولى. تشكّلت في 10 أغسطس 1928، وتعرّضت التشكيلة لعدّة تغييرات حتى ألقت البيان الوزاري في 29 أغسطس. نالت الحكومة الثقة في جلسة مجلس النواب اليوم التالي بنتيجة 32 صوتًا، مع غياب 14 نائبًا. في 7 مايو 1929، وقّع 28 نائب عريضة طالبوا بتنحية الحكومة، وبالفعل قدّم الرئيس الاستقالة في 29 مايو.

## التشكيلة
| الحقيبة                   | الوزير                            | الإنتماء السياسي | الطائفة          | المحافظة  |
| ------------------------- | --------------------------------- | ---------------- | ---------------- | --------- |
| رئيس مجلس الوزراء         | حبيب باشا السعد                   | مستقل            | الموارنة         | جبل لبنان |
| وزير المعارف العامة       | حبيب باشا السعد                   | مستقل            | الموارنة         | جبل لبنان |
| وزير المعارف العامة       | اسبيريدون أبو الروس               | مستقل            | الروم الأرثوذوكس | بيروت     |
| وزير الصحة والإسعاف العام | حبيب باشا السعد                   | مستقل            | الموارنة         | جبل لبنان |
| وزير الصحة والإسعاف العام | اسبيريدون أبو الروس               | مستقل            | الروم الأرثوذوكس | بيروت     |
| وزير العدلية              | نجيب أبو صوان (إعتذر عن المشاركة) | مستقل            | الأقليات         | بيروت     |
| وزير العدلية              | شكري قرداحي (إستقال في 25 أغسطس)  | مستقل            | الروم الكاثوليك  | جبل لبنان |
| وزير العدلية              | حبيب باشا السعد                   | مستقل            | الموارنة         | جبل لبنان |
| وزير الأشغال العامة       | حسين الأحدب                       | مستقل            | السنة            | الشمال    |
| وزير الزراعة              | حسين الأحدب                       | مستقل            | السنة            | الشمال    |
| وزير الداخلية             | موسى نمور                         | مستقل            | الموارنة         | البقاع    |
| وزير المالية              | صبحي حيدر                         | مستقل            | الشيعة           | البقاع    |